# منهایم (شوابن)
شهر منهایم (به آلمانی: Monheim) در ایالت بایرن در کشور آلمان واقع شده‌است.